# Schnüffelstoff
Schnüffelstoffe (engl. inhalant) ist ein Sammelbegriff für verschiedene legal erhältliche Substanzen, die beim Inhalieren (Schnüffeln) eine halluzinogene Wirkung entfalten können. Deshalb werden sie meistens von Jugendlichen als Ersatz für illegale Drogen konsumiert. 
Insbesondere werden diejenigen haushaltsüblichen Stoffe als Schnüffelstoffe bezeichnet, die Lösungsmittel (meist sauerstoffhaltige oder halogenierte Kohlenwasserstoffe) enthalten und eine ähnliche Rauschwirkung wie illegale Drogen entfalten können. Das können Aerosole, Klebstoffe, Verdünnungen oder Ähnliches sein. Auch Lachgas und Poppers werden als Schnüffelstoffe bezeichnet.
Dämpfe anderer leichtflüchtiger Stoffe können ebenso geschnüffelt werden. Beispiele dafür sind Benzin und Alkohol bzw. Spiritus.
Die Wirkungen setzen in der Regel sehr schnell ein und können wenige Minuten bis zu mehreren Stunden andauern.
Es besteht ein hohes Risiko von Langzeitschäden, vor allem Schädigungen des Zentralnervensystems, der Leber, der Lunge, des Hör- und Gleichgewichtssinnes sowie von Durchblutungsstörungen.